# André Moraweck
André Moraweck (ur. 8 października 1974) – niemiecki wokalista grupy Maroon.

## Życiorys
André Moraweck urodził się 8 października 1974. Wychowywał się w Nordhausen w ówczesnej NRD (w tym samym mieście żył w XIX wieku Eduard Baltzer, założyciel pierwszego Związku Wegetarian w Niemczech). Od piątego roku życia trenował piłkę nożną w klubie sportowym, występował w młodzieżowych rozgrywkach DDR-Jugend-Oberliga, później pozostał sympatykiem drużyny piłkarskiej FC St. Pauli z Hamburga. Z wykształcenia jest fizjoterapeutą.
Jako swoje pierwotne zainteresowania muzyczne wskazał gatunki gothic i punk. Na początku 1998 wraz z bratem Tomem-Erickiem założył w Nordhausen zespół Maroon i został jego wokalistą. Ponadto wraz z bratem tworzył teksty do utworów zespołu. Prócz tego był odpowiedzialny za kontakt z menedżmentem, wytwórnią, udzielanie wywiadów.
Styl Maroon wywodził się z gatunku hardcore, a z czasem czerpał z wpływów szeroko rozumianego metalu, zaś ideologicznie był zadeklarowany jako reprezentujący straight edge i weganizm. Sam André Moraweck podjął wyznawanie zasad straight edge oraz wegetarianizmu i weganizmu od 1994. Opisał to w wywiadzie z 2009 słowami: Kto nie jest straight edge, szkodzi tylko sobie samemu. (...) Kto jednak nie żyje po wegetariańsku lub wegańsku, traktuje źle także innych. W swoich tekstach na płytach Maroon poruszał przede wszystkim temat niesprawiedliwości wobec ludzi oraz zwierząt, wyrażając przy tym pokłady swojej wściekłości.
Jako swoje szczególne zainteresowanie ze sfery duchowej wymienił życie w łączności z naturą oraz mitologię nordyckę, zaś zapytany w 2006 o religię wymienił nurt Ásatrú. Wśród swoich zainteresowań pozamuzycznych wskazał trekking. W maju 2009 ożenił się ze swoją partnerką, z którą ma dziecko (ur. 2008).
Przed 2009 wraz z bratem Tomen-Erickiem utworzył agencję Music For Masses, zajmującą się menedżmentem muzycznym i rezerwacją koncertów. Został założycielem i właścicielem studia muzycznego pod nazwą NekroWerk Studio z siedzibą w Nordhausen.

## Dyskografia
- Heaven Shall Burn – Whatever It May Take (2007); gościnnie śpiew w utworze „Casa de Caboclo”[17].